# Puccinia interveniens
Puccinia interveniens ist eine Ständerpilzart aus der Ordnung der Rostpilze (Pucciniales). Der Pilz ist ein Endoparasit von Malvengewächsen sowie der Süßgrasgattungen Nassella und Stipa. Symptome des Befalls durch die Art sind Rostflecken und Pusteln auf den Blattoberflächen der Wirtspflanzen. Sie ist in weiten Teilen Amerikas verbreitet.

## Merkmale
Puccinia interveniens ist mit bloßem Auge nur anhand der auf der Oberfläche des Wirtes hervortretenden Sporenlager zu erkennen. Sie wachsen in Nestern, die als gelbliche bis braune Flecken und Pusteln auf den Blattoberflächen erscheinen.
Das Myzel von Puccinia interveniens wächst wie bei allen Puccinia-Arten interzellulär und bildet Saugfäden, die in das Speichergewebe des Wirtes wachsen. Die Aecien der Art  besitzen 18–27 × 16–24 µm große, meist kugelige bis ellipsoide Aeciosporen mit runzliger Oberfläche. Die blattoberseitig wachsenden Telien der Art sind dunkelbraun, pulverig und bis zu 5 cm lang. Sie wachsen in Reihen und fließen oft in bis zu 5 mm langen Strichen zusammen. Die goldenen bis kastanienbraunen Teliosporen sind zweizellig, breitellipsoid bis ellipsoid und 42–60 × 23–30 µm groß. Ihre Stiele sind farblos bis gelblich und bis zu 200 µm lang.

## Verbreitung
Das bekannte Verbreitungsgebiet von Puccinia interveniens erstreckt sich vom westlichen Südamerika bis in die westlichen USA.

## Ökologie
Die Wirtspflanzen von Puccinia interveniens sind für den Haplonten Malvengewächse (Malvaceae spp.) und für den Dikaryonten sind verschiedene Nassella- und Stipa-Arten. Der Pilz ernährt sich von den im Speichergewebe der Pflanzen vorhandenen Nährstoffen, seine Sporenlager brechen später durch die Blattoberfläche und setzen Sporen frei. Die Art verfügt über einen Entwicklungszyklus mit Telien, Aecien und Spermogonien und macht einen Wirtswechsel durch.